# Гуксхаген
Гуксхаген (нем. Guxhagen) — община в Германии, в земле Гессен. Подчиняется административному округу Кассель. Входит в состав района Швальм-Эдер.  Население составляет 5257 человек (на 31 декабря 2010 года). Занимает площадь 26,25 км².